# Niels Wittich
Niels Wittich, född 5 augusti 1972, är en tysk idrottsledare och sportdomare som var senast tävlingschef för Formel 1 mellan 2022 och 2024. Han delade dock tävlingschefsrollen med Eduardo Freitas mellan februari och oktober 2022 när Freitas tvingades avgå efter Japans Grand Prix 2022.
Wittich har en bakgrund inom motorsport där han har arbetat inom Deutsche Tourenwagen Masters (DTM) och var bland annat tävlingschef. År 2021 ingick Wittich även i staben åt Masi vid flera racehelger för F1. När 2021 års säsong för DTM var färdigkörd lämnade han DTM i förmån om att arbeta året därpå hos det internationella bilsportsförbundet och vara tävlingschef för Formel 2 och Formel 3 samtidigt som han skulle vara en hjälpande hand åt Masi vid vissa F1-lopp. Efter att bilsportförbundet beslutade att Masi skulle inte fortsätta som tävlingschef för F1, utsågs Wittich och Freitas som ersättare.